# رون كابس
رون كابس (بالإنجليزية: Ron Capps)‏ هو سائق سباق أمريكي، ولد في 20 يونيو 1965 في سان لويس أوبيسبو في الولايات المتحدة.

## وصلات خارجية
- رون كابس على موقع Racing-Reference.info (الإنجليزية)